# Parastratiosphecomyia sphecomyioides
Parastratiosphecomyia sphecomyioides é uma espécie de mosca da família Stratiomyidae. O nome do gémero provém do grego antigo e significa "mosca-vespa quase soldado", e o nome da espécie significa "vespa semelhante a mosca". O nome binominal da espécie é tido como o mais longo. AParastratiosphecomyia, também conhecida pelo longo nome mosca-soldado-do-sudeste-asiático foi descoberta em 1923 pelo entomologista britânico Enrico Brunetti.